# Liste der Museen im Landkreis Wittmund
Die Liste der Museen im Landkreis Wittmund führt die Museen im Landkreis Wittmund auf, die unter anderem Heimatgeschichte, Schifffahrt und Kunst zum Gegenstand haben.

## Liste
| Bezeichnung                             | Ortsteil               | Beschreibung | Bild         |
| --------------------------------------- | ---------------------- | --- | ------------ |
| August-Gottschalk-Haus                  | Esens                  | Zur neueren Geschichte der ostfriesischen Juden in Esens. |              |
| Museum „Leben am Meer“                  | Esens                  | |              |
| Turm-Museum St. Magnus                  | Esens                  | Geschichte der Kirche St. Magnus |              |
| Heimatmuseum Seemannshus Langeoog       | Langeoog               | |              |
| Schiffahrtsmuseum Langeoog              | Langeoog               | |              |
| Heimatkundliches Museum Friedeburg      | Friedeburg             | |              |
| Buddelschiffmuseum                      | Neuharlingersiel       | |              |
| Deutsches Sielhafenmuseum Carolinensiel | Wittmund-Carolinensiel | |              |
| Museumshafen Carolinensiel              | Wittmund-Carolinensiel | Der alte Sielhafen von Carolinensiel, heute ein Liegeplatz für alte Plattbodenschiffe, ist ein denkmalgeschütztes Gebäudeensemble. |              |
| Inselmuseum Spiekeroog                  | Spiekeroog             | |              |
| Robert von Zeppelin- und Fliegermuseum  | Wittmund               | Ausstellung zur Geschichte des historischen Fliegerplatzes Wittmundhafen. Die Sammlung des Museums zeigt aus weiteren Themengebieten funktionsfähige historische Druckmaschinen, frühe Fahrräder mit Hilfsmotor und eine Dokumentation des Friesensports. | Bild gesucht |